# Johannes Wancata
Johannes Wancata (* 1958) ist ein österreichischer Psychiater und Neurologe. Er ist Leiter der Klinischen Abteilung für Sozialpsychiatrie der Universitätsklinik für Psychiatrie und Psychotherapie der Medizinischen Universität Wien. Er wurde 1984 promoviert und habilitierte sich 1999. Seit 2009 leitet Wancata die Ombudsstelle der Erzdiözese Wien für Opfer sexuellen Missbrauchs in der katholischen Kirche.

## Werke
- (als Hrsg.): Grauzone. Die Versorgung älterer psychisch Kranker. Verlag Integrative Psychiatrie, Innsbruck 2003, ISBN 3-85184-025-9